# Fort Basinger
Pour les articles homonymes, voir Basinger (homonymie).
Fort Basinger est une ville fantôme américaine située à la frontière des comtés de Highlands et d'Okeechobee, en Floride.